# Круглі Пани
Круглі Пани (рос. Круглые Паны) — присілок в Дивеєвському районі Нижньогородської області Російської Федерації.
Населення становить 134 особи. Входить до складу муніципального утворення Єлизарєвська сільрада.

## Історія
Від 2009 року входить до складу муніципального утворення Єлизарєвська сільрада.

## Населення
| 2002 | 2010 |
| ---- | ---- |
| 174  | ↘134 |